# Rhyssemus andreinii
Rhyssemus andreinii är en skalbaggsart som beskrevs av Riccardo Pittino 1984. Rhyssemus andreinii ingår i släktet Rhyssemus och familjen Aphodiidae. Inga underarter finns listade i Catalogue of Life.